# Pimelea neokyrea
Pimelea neokyrea är en tibastväxtart som beskrevs av B.L. Rye. Pimelea neokyrea ingår i släktet Pimelea och familjen tibastväxter. Inga underarter finns listade i Catalogue of Life.